# Lago Hess
El lago Hess es un pequeño lago de origen glaciario ubicado en la provincia de Río Negro, Argentina, en el departamento Bariloche. Ubicado en la cuenca del río Manso y, por consiguiente, del Océano Pacífico, es un destino favorito para pescadores de salmónidos. 
Sus costas, suaves y con amplias playas, generalmente cubiertas de juncos, están rodeadas de un denso bosque andino patagónico. Está ubicado dentro del parque nacional Nahuel Huapi, y su estado de conservación es mayormente bueno.
En sus orillas se ubica un destacamento de Gendarmería, que controla el tráfico debido a la cercanía con el límite con Chile. También hay una hostería, que recibe turismo. Cerca del lago se encuentra el cámping organizado del Lago Roca. Es un destino muy visitado, por hallarse sobre el camino que conduce a la cercana Cascada de los Alerces, un destino turístico muy popular entre los visitantes de San Carlos de Bariloche.
Desde sus orillas se obtienen maravillosas vistas del lejano e imponente Monte Tronador.
Su nombre recuerda a Fernando Hess, un explorador chileno de origen alemán, que acompañara a Francisco Fonck en sus exploraciones por la región argentina de los “Lagos del Sur” a mediados del siglo XIX.